# Bretagne Classic 2025
La  Bretagne Classic 2025, dénommé officiellement Bretagne Classic CIC 2025 est la 89e édition de cette course cycliste masculine sur route. Elle a lieu le 31 août 2025 dans le Morbihan, en France, et fait partie du calendrier UCI World Tour 2025 en catégorie 1.UWT.

## Présentation

### Parcours
Le parcours est composé d'une partie en ligne et du circuit final pour atteindre 261,7 km avec un dénivelé positif de 4 750 m. 
Au départ de Plouay, les coureurs prennent la direction du nord du Morbihan et Gourin. L'itinéraire se poursuit dans le Finistère en passant notamment par Châteauneuf-du-Faou et Gouézec pour sa partie occidentale puis se poursuit à travers la vallée de l'Aulne et les montagnes Noires en s'approchant du château de Trévarez à Saint-Goazec. Le parcours revient alors dans le Morbihan, les coureurs traversent entre autres Gourin, Le Faouët et franchissent une première fois la ligne d'arrivée à Plouay avant d'accomplir une fois le circuit local de 11,8 km.
Le circuit final comporte de 3 côtes : la bosse de Rostervel - 1,5 km à 4,5% ; la bosse du Lezot - 900 m à 5,3% et la bosse de Kerscoulic - 225 m à 8,9%.

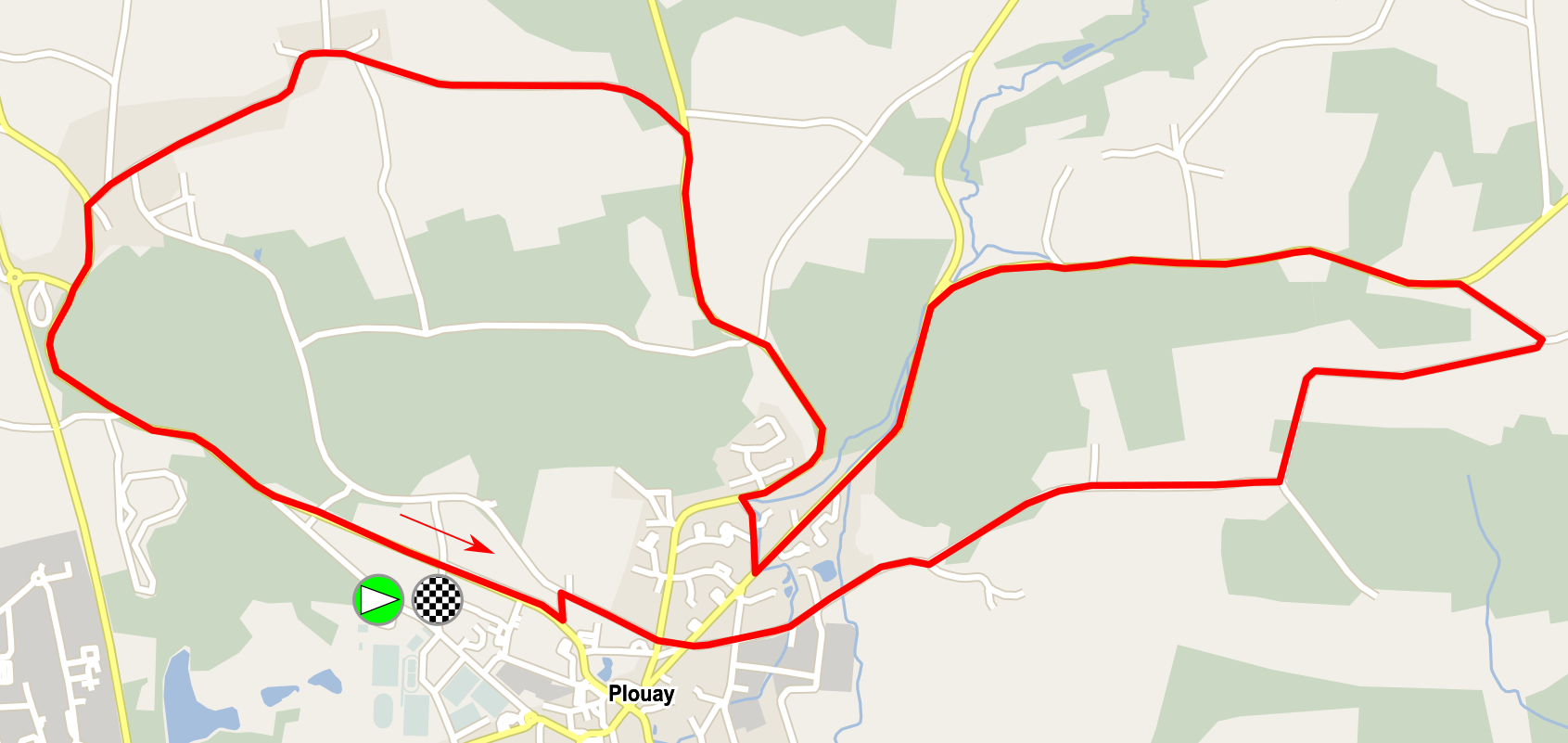

- - Circuit final, 11,8 km, parcouru une fois

### Équipes
La Bretagne Classic faisant partie du calendrier de l'UCI World Tour, les dix-huit « UCI WorldTeam » ont le devoir de participer. 
Six autres équipes de catégories "Pro Team" sont invités dont les trois meilleures équipes UCI ProTeams de la saison 2024 : Lotto Dstny, Israel-Premier Tech et Uno-X Pro.
| WorldTeams (18)- Alpecin-Deceuninck - Arkéa-B&B Hotels - Bahrain-Victorious - Cofidis - Decathlon AG2R La Mondiale Team - EF Education-EasyPost - Groupama-FDJ - Ineos Grenadiers - Intermarché-Wanty - Team Jayco AlUla - Lidl-Trek - Movistar Team - Team Picnic-PostNL - Red Bull-BORA-hansgrohe - Soudal Quick-Step - UAE Team Emirates XRG - XDS Astana Team - Team Visma \| Lease a Bike ProTeams (3)- Israel-Premier Tech - Lotto - Uno-X Mobility |
| |

## Classement de la course
| \| Classement général \| Classement général \| Classement général \| Classement général \| Classement général \| \| Coureur \| Coureur \| Pays \| Équipe \| Temps \| \| ------------------ \| ------------------ \| ------------------ \| ------------------ \| ------------------ \| |         |      |        |       |
| |         |      |        |       |
| Source : ProCyclingStats |         |      |        |       |
| Classement général |         |      |        |       |
| Coureur | Coureur | Pays | Équipe | Temps |

## Attributions des points

### Classement UCI
La course est catégorisée de niveau 5 à l’ UCI World Tour . Les points sont attribués au Classement mondial UCI 2025 selon le barème suivant.
| Position           | 1er | 2e  | 3e  | 4e  | 5e  | 6e  | 7e  | 8e  | 9e | 10e | 11e | 12e | 13e | 14e | 15e | 16e à 20e | 21e à 30e | 31e à 50e | 51e à 55e | 56e à 60e |
| Classement général | 400 | 320 | 260 | 220 | 180 | 140 | 120 | 100 | 80 | 68  | 56  | 48  | 40  | 32  | 28  | 24        | 16        | 8         | 4         | 2         |

## Liste des participants
| Légende | Légende                                                                        | Légende | Légende                                                    |
| ------- | ------------------------------------------------------------------------------ | ------- | ---------------------------------------------------------- |
| Num     | Dossard de départ porté par le coureur sur cette Bretagne Classic Ouest France | Pos     | Position à l'arrivée de la course                          |
|         | Indique un maillot de champion national ou mondial, suivi de sa spécialité     | NP      | Indique un coureur qui n'a pas pris le départ de la course |
| AB      | Indique un coureur qui n'a pas terminé la course                               | HD      | Indique un coureur qui a terminé la course hors des délais |
| DSQ     | Indique un coureur qui a été disqualifié de la course                          |         |                                                            |